# Mall Tycoon 2
Mall Tycoon 2 – gra komputerowa z gatunku symulacji. Celem gry jest projektowanie, budowanie i zarządzanie własnym centrum handlowym. W Mall Tycoon 2 można rozpocząć grę w gotowym centrum handlowym jak i wybudować je od podstaw. 
Wydano również poszerzoną wersję: Mall Tycoon 2 Deluxe zawierającą dodatkowe scenariusze, postacie oraz obiekty. Wydawca w Polsce jest firma City Interactive.

## Cel gry
Zaczynamy z kapitałem 150 tys. dolarów. Mamy trzy miejsca do wyboru, ustalamy klientelę (wiek, finanse, środek transportu) oraz poziom przestępczości. 
Najpierw trzeba takie centrum wybudować – w różnego kształtu i wielkości pomieszczeniach rozstawiamy (wynajmujemy) sklepy – pogrupowane są tematycznie – odzież, żywność, hobby, sport, usługi itp. Mamy też do dyspozycji gadżety w postaci kiosków, ławeczek, telefonów, kwiatów, fontann, rzeźb itp. 
Głównym celem jest utrzymanie centrum, więc należy zadbać o klientów – poprzez reklamę w prasie, telewizji lub na billboardach (później również poprzez wybudowanie atrium). Można "podejrzeć" każdego klienta, zbadać jego współczynnik zadowolenia czy ilość pieniędzy, którą może wydać. 
Należy też zainwestować w personel centrum. Potrzebne są np. osoby do sprzątania, których trzeba nauczyć np. wyrzucania śmieci z koszy czy obsługiwania mopa (za opłatą). Przy przestępczości trzeba wynająć ochronę, można także zatrudnić łapacza psów, majstra, kŧóry zajmie się popsutymi telefonami i bankomatami (wtedy nie trzeba zatrudniać strażaka), ogrodnika, projektanta wnętrz i wielu innych. 
Ważnymi osobami, których należy zatrudnić, są menadżer centrum handlowego i menadżer do sprzedaży detalicznej. Pierwszy inwestuje w centrum, robi wszystko, by przyciągnąć klientów: urządza wesołe miasteczko, kino, bank, arkadę gier czy świetnie prosperujące restauracje. Za te rzeczy nie otrzymujemy pieniędzy, to ma jedynie przyciągać klientów. 
Natomiast menadżer sprzedaży detalicznej poszerza nam sieć handlową. Odpowiednio zainwestowane pieniądze zwracają nam się w sklepach z biżuterią, odzieżą skórzaną, salonach SPA i innych. 
Pieniądze otrzymujemy z wynajmu powierzchni handlowej, a także dzięki procentowi dochodu z poszczególnych sklepów. Obie opcje możemy regulować. 

## Minimalne wymagania sprzętowe
- System Windows 98, Me, 2000, XP
- DirectX 9.0
- Procesor: Intel Pentium, AMD 1 GHz
- Pamięć: 128 MB RAM
- Karta graficzna: 32 MB RAM
- CD-ROM
- Mysz
- Klawiatura
- Karta dźwiękowa